# رينو كليو
رينو كليو هي سيارة صغيرة لمجموعة رينو الفرنسية. أول ظهور لسيارة كليو كان في يونيو 1990، بنسخة من 5 أبواب ثم بنسخة 3 أبواب في نوفمبر 1990. وتعتبر خليفة سيارة رينو 5. عرفت الجيل الأول من السيارة عدة تطويرات. تلاها فيما بعد الجيل الثاني في عام 1998 عرف بكليو 2 ثم الجيل الثالث (كليو 3) سنة 2005، وفي سنة 2012 أطلقت رينو الجيل الرابع من كليو. ومن ثم الجيل الخامس في 2019.

## الجيل الأول
ظهر للجيل الأول أربع موديلات رياضية هي:
- كليو S
- كليو RSi
- كليو 16S/16V
- كليو ويليامز